# Patrimonio natural de Orihuela

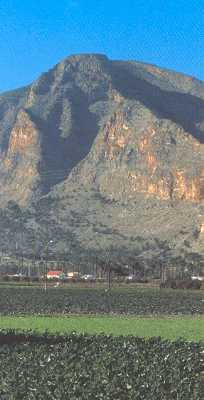
Entorno huertano oriolano.

Orihuela posee un rico Patrimonio Natural debido a la amplitud de su término municipal, fruto de su histórica gobernación. La ciudad de Orihuela presenta un contrastado paisaje, determinado en gran manera por el río Segura. En sus riberas se desarrollan intensos cultivos de cítricos, hortalizas y algodón. El municipio consta de mar, huerta, campo y montaña.

## Huerta de Orihuela

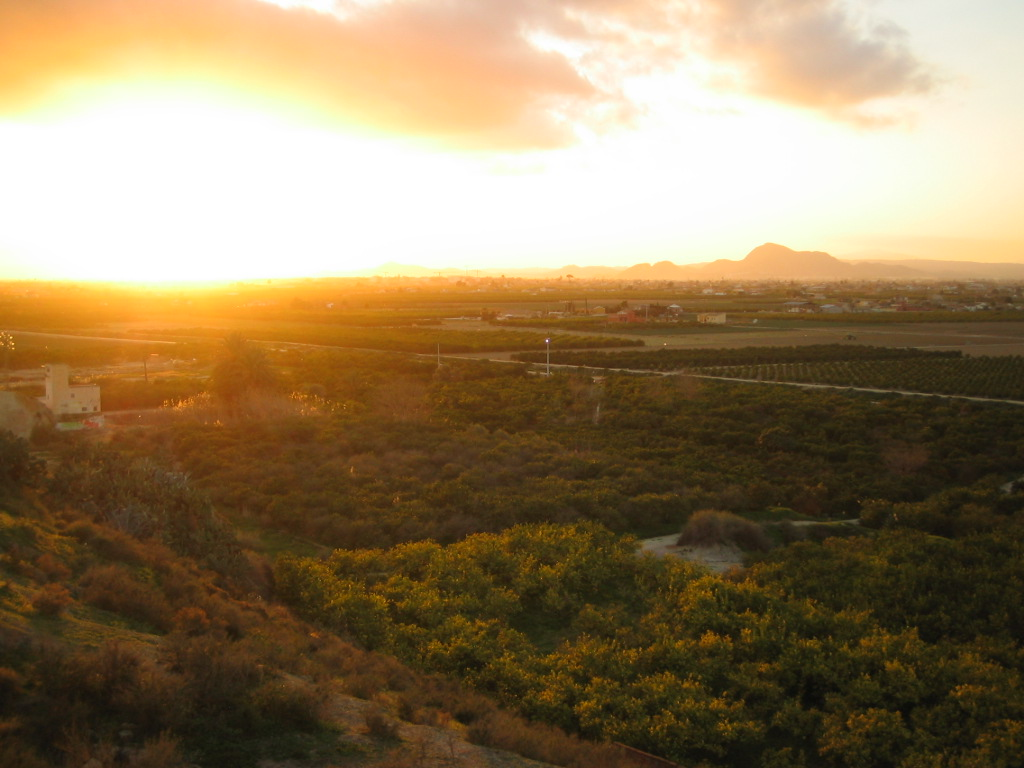
Atardecer en la huerta oriolana en la partida rural de la pedanía de Los Desamparados, colindante con la Región de Murcia.

De todo su término municipal destaca Huerta de Orihuela, comarca geográfica que se extiende desde el sur de Elche hasta el límite con la Huerta Murciana que administrativamente se corresponde con la Vega Baja del Segura o Baix Segura. 
Se trata de un ecosistema único en el mundo del que solo existen 10 ejemplos en todo el planeta, cuatro de ellos en España (La Huerta de Orihuela, la Huerta de Granada, la Huerta de Murcia y la Huerta de Valencia). Todo el territorio que ocupa dicha extensión geográfica se encuentra surcada por el Río Segura, cuyo caudal riega toda su extensión. Parte de la actual huerta se correspondía con las antiguas marismas del Segura que poco a poco fueron secándose ya en tiempos paleolíticos.
Además la Huerta se encuentra orlada por protuberancias montañosas de gran extensión, que a su vez también surgen en el interior de la misma, como la Sierra de Orihuela, la Sierra de Callosa de Segura y Redován, la Sierra de Hurchillo, la Sierra Escalona, la del Cristo, la de Pujálvarez, así como pequeños cerros y colinas que interrumpen la llanura, otorgándole una variación a la altura de la extensión en ocasiones pronunciada.
La Huerta de Orihuela contiene un sistema de regadías de origen musulmán, cuyo trazado en ocasiones se ha mantenido invariable desde los siglos del medievo. todo ello ha conducido a ser un ecosistema de aprovechamiento máximo tanto del terreno como de los recursos hídricos pero que debido a la construcción ilegal en su seno y al crecimiento de las poblaciones están contribuyendo a un importante deterioro.
Se ha propuesto por diversos colectivos su protección como Bien de Interés Cultural paisajístico, como Bien de Interés Cultural de tipo Inmaterial así como Lugar de Interés Comunitario.

## Tierras de Campo
En contraste con la huerta, en su zona se despliegan extensas zonas de secano donde predomina la explotación de olivos y almendros. Esta extensión se corresponde con la zona de la Dehesa de Pinohermoso y algunas zonas de la costa.

## Costa de Orihuela
La costa está ampliamente edificada debido al gran «boom» turístico y residencial. Sin embargo aún conserva importantes enclaves vírgenes como la cala de la Mosca, Sierra Escalona y diversos barrancos de mucho interés. Destaca de modo importante la Dehesa y la Pinada de Campoamor.
Entre las edificaciones y urbanizaciones que han proliferado en la costa se debe de incluir tres campos de golf que cuentan en la actualidad con 18 hoyos cada uno, teniendo un total de 54 hoyos en un área de 1.700.000 metros cuadrados configuran tres excelentes campos de reconocido prestigio internacional, sede de importantes torneos europeos.
En su territorio se distribuyen más de 56 urbanizaciones de amplitud muy diversa. Asimismo, posee dos puertos deportivos: El de Campoamor y el de Cabo Roig.
De entre todas sus playas siete y un puerto deportivo han conseguido en 2008 la bandera Azul de los mares limpios de Europa y la Bandera Qualitur de la Generalidad Valenciana.

## Sistemas montañosos

### La sierra de Orihuela

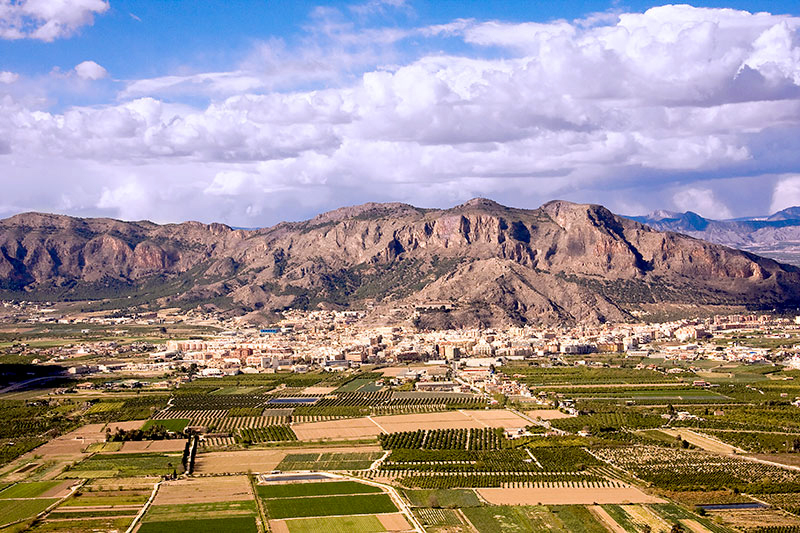
Orihuela al pie de la sierra que lleva su nombre. Se puede apreciar el monte de San Miguel.

La altura máxima es de 634 m. Se encuentra enclavada dentro del dominio bético. Junto con la sierra de Callosa forma una alineación montañosa compuesta por bloques de calizas dolomíticas del triásico, que emergen aisladas en medio de la llanura aluvial. Sus formas son abruptas y muy fragmentadas. Desde la antigüedad, estos montes han sido objeto de la actividad minera, siendo frecuentes los pozos y galerías que todavía podemos encontrar. Fundamentalmente, junto con algunas explotaciones de yesos y calizas abandonadas en la actualidad, se extraían minerales de hierro y en unos pocos lugares oro nativo. 
Toda la sierra presenta numerosas oquedades, abrigos y cuevas de desarrollo variable, lo que le confiere al abrupto paisaje una cierta singularidad y belleza geomorfológica. 
Toda la zona está sometida a una elevada insolación en los meses de verano. Este factor, junto con las escasas precipitaciones, dificulta la existencia de fuentes y cursos de agua permanentes. Tan sólo la fuente de San Cristóbal puede contener algo de agua tras lluvias importantes.
Algunos de sus picos son la Muela, Pico de la Cruz de la Muela (564 m.), Pico del Cuervo, Pico del Águila (634 m.).
Entre su flora destacan manchas de pinar de repoblación y abundantes especies rupícolas con algunos endemismos. Algunos de ellos son el Pinar de San Cristóbal, el Pinar de Bonanza o la falda y ladera trasera de la sierra.
Existen a lo largo de dicha sierra varias microrreservas de flora autóctona de gran importancia.
Está declarada Lugar de Importancia Comunitaria (LIC).

### Monte de San Miguel

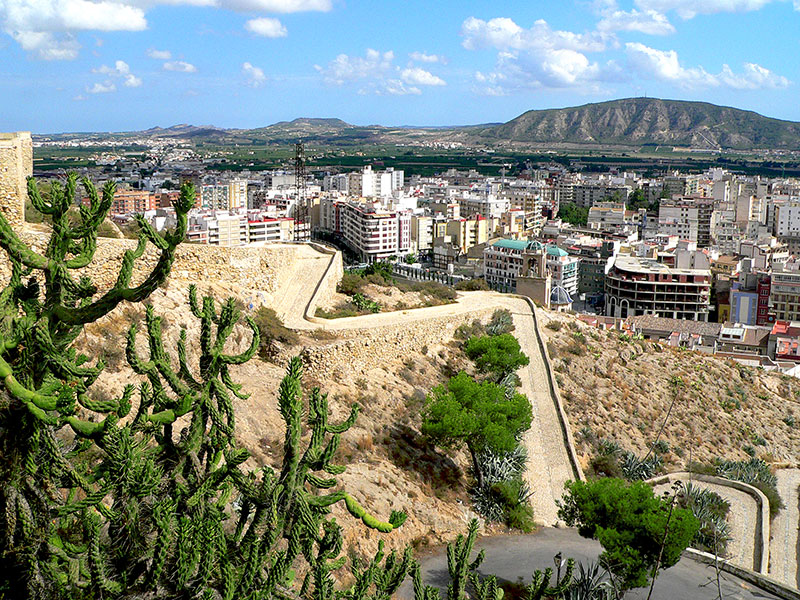
Orihuela y la Sierra de Hurchillo al fondo desde el monte de San Miguel (fotografía del monte en la imagen anterior).

Monte cuyo pico más alto roza los 250 metros de altura, situado en la parte delantera-sur de la Sierra de Orihuela. Se trata de un macizo de piedra caliza el cual, por toda su superficie tiene distribuidas oquedades, cuevas y abrigos. Destaca por su longitud la llamada "Cueva del Calor", actualmente intransitable por desplomes y derrumbamientos de bloques calizos, pero que con sus varios centenares de metros, antiguamente descendía desde la cima del Monte de San Miguel hasta la base de la Sierra en las proximidades del río Segura.
Se encuentra unido con la Sierra de Orihuela por un pequeño montículo o cerro llamado Cerro del Oriolet.
En su cima se encuentra el castillo de Orihuela y en una llanura inferior el Seminario Diocesano de San Miguel.
Los antiguos baños termales de San Antón, se alimentaban de un manantial subterráneo que discurre bajo el Monte de San Miguel, cuyo carácter geotérmico se manifestaba al aflorar en superficie con una temperatura cercana a los 25 °C. La elevada salinidad de esta agua impedía su consumo, pero era utilizada para el uso del balneario y el riego del cercano palmeral de Orihuela.
La disposición del monte ha marcado de forma irremediable el trazado urbano de la ciudad de Orihuela, siendo uno de los hitos geográficos más importantes junto al propio río Segura.

### Sierra Escalona
Es una amplia zona próxima al mar y con relieves de escasa altitud, situada entre los términos municipales de Orihuela, San Miguel de Salinas y Pilar de la Horadada. Conserva una importante masa forestal, más densa en barrancos y umbrías, formada principalmente por pino carrasco, madroño, coscoja, lentisco y palmito. Entre su fauna destacan las aves rapaces y algunos interesantes mamíferos como la gineta y el gato montés. Posee una de las poblaciones más altas de Gato Montés en España
En la actualidad está inoado expediente para declararlo parque natural de la Comunidad Valenciana junto a la Dehesa de Campoamor, suponiendo una zona de más de 4697,6 hectáreas. Pese a ellos es desde el año 2001 Lugar de Interés Comunitario, protegiendo más de 11.000 hectáreas, figurando en el Atlas Mundial de Áreas importantes para las Rapaces Migradoras.
El Paraje se encuentra surcado por las Vías pecuarias de la Dehesa de Campoamor y de Sierra Escalona. A su vez, por su interior cruza la Vía Augusta hacia Carthago Nova. Además posee numerosos aljibes de los siglo XVIII y XIX, caseríos y construcciones populares que por su integración en el medio suponen un ejemplo dedesarrollo sostenible en la época antigua.
En la actualidad el expediente para su declaración como paraje natural está incoado y muy avanzado
Está declarada LIC

### Dehesa de Campoamor
Importante zona de pinar que se extiende por la costa de Orihuela, muy próxima al para je de Sierra Escalona. Será declarada parque natural de la Comunidad Valenciana junto a Sierra Escalona.

### La Sierra de Cristo
Pequeña zona montañosa cercana a la pedanía de Torremendo.

### La Sierra de Pujálvarez
Pequeña zona montañosa cercana a la pedanía de Torremendo de alto valor ecológico. Algunos grupos ecoogistas desean que se incluya en el futuro parque natural de Sierra Escalona y la Dehesa de Campoamor.

### La Sierra de Hurchillo

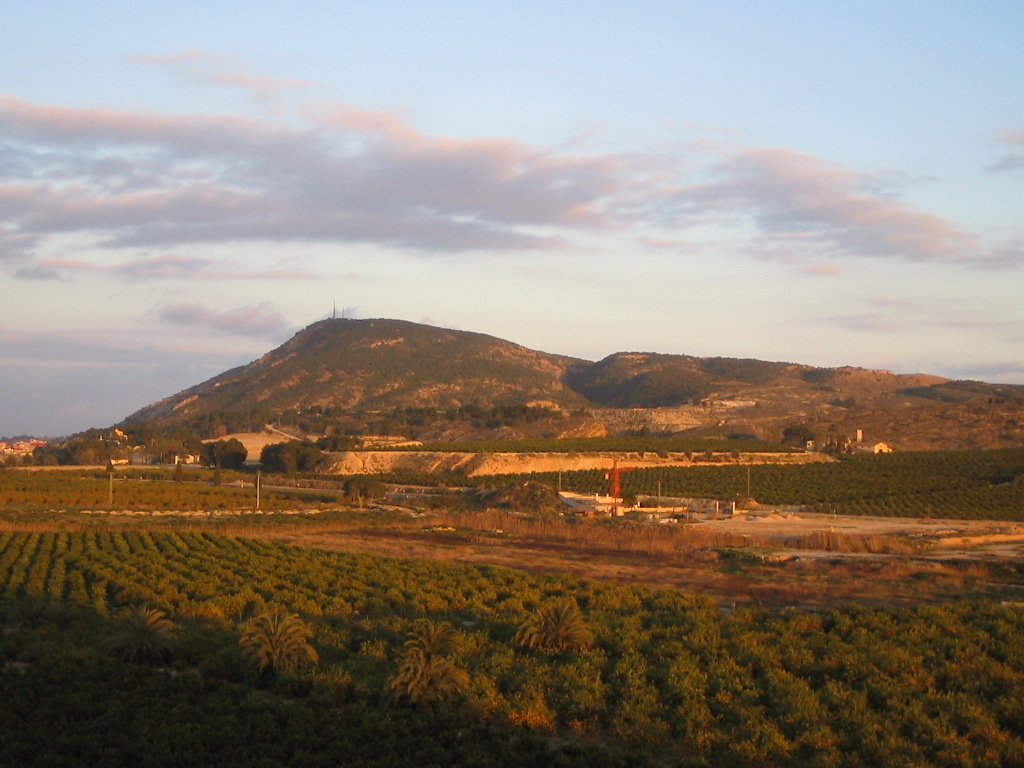
La sierra de Hurchillo, con su repetidor televisivo en la cima.

Situada entre las poblaciones de Arneva y Hurchillo y en las partidas rurales de éstas, representa uno de los relieves más característicos localizados entre la margen derecha del Río Segura y el litoral alicantino. Geológicamente, estos sedimentos con pliegues anticlinales se depositaron durante la Era Terciaria, durante el Plioceno (2-5 millones de años) y el Mioceno Superior, hace unos 6-8 millones de años, por lo que son depósitos relativamente recientes si los comparamos con los que forman las vecinas sierras de Orihuela y Callosa, mucho más antiguos. En ella se conservan dos microrreservas de flora.
Recorriendo sus barrancos y las tierras que la rodean es fácil encontrar fósiles de antiguos organismos marinos que vivían en estas zonas marinas poco profundas que se inundaron antiguamente. En una de las cimas de esta sierra se sitúa el repetidor que da cobertura de televisión a toda esta zona.

### El Agudo-Cuerda de la Murada
Zona geográfica situada entre las pedanías de La Murada y Barbarroja (al norte del término Municipal). Suponen una importante zona de relieve muy abrupto que se encuentra cruzado por multitud de barrancos, ramblas y otras depresiones, que surcan abundantes pinares que sirven d hogar a numerosas especies de aves y mamíferos.

## Zonas paisajísticas de gran importancia

### Palmeral de Orihuela o de San Antón

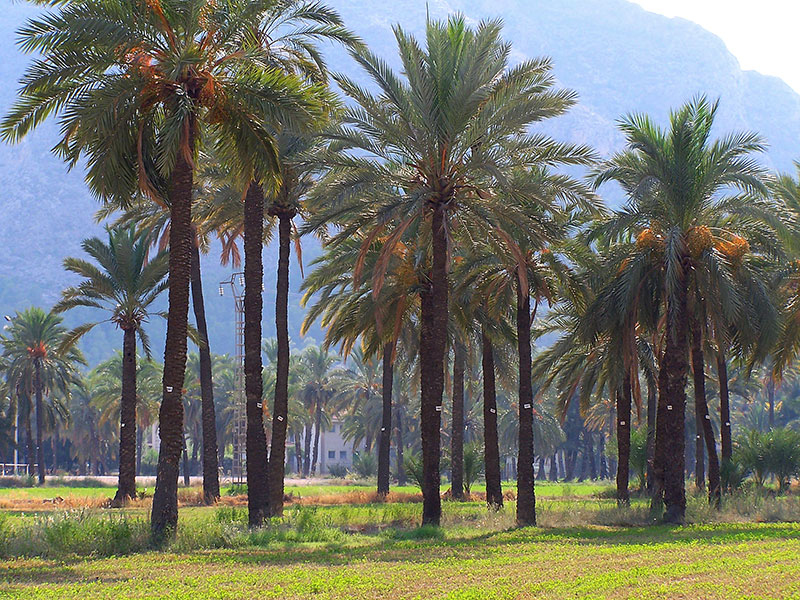
Palmeral de San Antón.

Importante masa forestal compuesta por palmeras datileras. Se encuentra situado en el barrio de San Antón de Orihuela, en la falda trasera del monte de San Miguel y en la delantera de la Sierra de Orihuela.
Su origen es musulmán, hecho que marcó su tramado de acequias y azarbes que surcan todo el parque. Su importancia, además de cultural por ser el segundo palmeral más grande de Europa y uno de los más antiguos, es también medioambiental, al ser el único Palmeral del mundo que ha surgido al abrigo de una sierra y un monte y ante una extensión húmeda como es la huerta.
Su superficie se encuentra claramente delimitada por estos accidentes geográficos tan predeterminantes como son la Sierra de Orihuela, el Monte de San Miguel y la Huerta Oriolana. La convivencia destas zonas geográficas (zona muy seca como es la sierra y muy húmeda como es la huerta) han dotado al palmeral de una importancia medioambiental de gran calado. 
En la actualidad se tramita su Declaración como Patrimonio Mundial de la Humanidad por su importancia histórica, cultural y medioambiental como ecosistema único en el mundo.

### Praderas de Posidonia de Cabo Roig
En el accidente geográfico marítimo del Cabo Roig, en la costa de Orihuela se encuentra una nutrida e importante zona marítima correspondiente a las praderas de Posidónea (Posidoniaceae), que se extiende a un lado y otro de ese accidente. Dichas praderas constituyen un importante hábitat marino que ha sido protegido como Lugar de Interés Comunitario.

## Humedales

### Embalse de La Pedrera

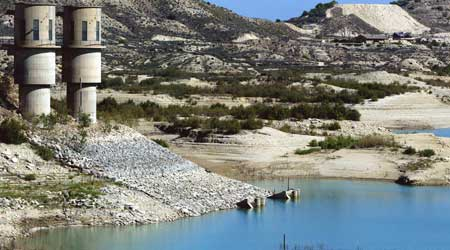
Embalse de la Pedrera.

El embalse de La Pedrera, también conocido erróneamente como pantano de la Pedrera, es una laguna artificial, situado entre las partidas rurales de Torremendo y Hurchillo.
Es fruto del Trasvase Tajo-Segura que se construyó alrededor de la segunda mitad del siglo XX y es utilizado para el riego de la extensa huerta tando oriolana como comarcal de la Vega Baja del Segura.
Su flora es típica de zonas húmedas como el carrizo, el taray, la siempreviva y el junto. Sirve de hábitat para numerosas aves acuáticas.

### Sotos del Río Segura

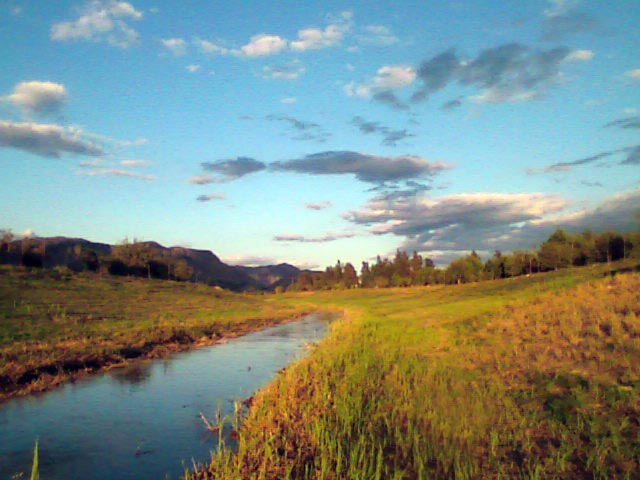
El río Segura a su paso por Los Desamparados, antes de llegar a la ciudad de Orihuela.

Se trata de una zona húmeda en la misma ribera del río que sigue su curso (el río Segura). En ella ha crecido vegetación como cañales, juncales, pino mediterráneo, chopos y otros árboles producto de la reforestación en su mayor parte, así como palmeras.
Entre estos sotos destaca el Soto del Molino de la Ciudad. Este soto corresponde a una antigua porción de uno de los meandros del antiguo cauce del río Segura antes de su canalización en el siglo XX y está situado en la pedanía del Molino de la Ciudad (próxima a la ciudad de Orihuela).
El antiguo meandro del propio río fue abandonado y replantado por flora como el taray, el pino o el chopo. Al ser una zona húmeda ha dado lugar al crecimiento de cañales y juncales. En una parte de él se encuentra un azud y una presa de sillería del Siglo XVIII y un molino hidráulico de principios del siglo XX (Véase el apartado 1.8.6 de Patrimonio cultural de Orihuela). Recientemente ha sido restaurado.